# Каподастр

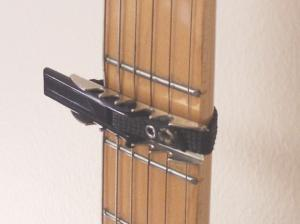
Каподастр, встановлений на гриф гітари

 Каподастр (італ. Capo — головка, верх; та італ. tasto — лад; дослівно: верхній поріжок) — затиск, що використовується в струнно-щипкових інструментах (гітара, балалайка, мандоліна), для висотної транспозиції шляхом штучного укорочування звучної (робочої) частини струн. Каподастр — окремий випадок скордатури, здавна застосовуваної на багатьох струнних інструментах.
Каподастр міняє висотний лад гітари за рахунок установки його на одному з ладів грифа. В певних випадках це полегшує музикантові можливості грати складні акорди. Приклад (для класичної шестиструнної гітари): 
Нормальний (стандартний) стрій:
e1 h g d A E
Стрій при установці каподастра на першому ладу:
f1 c as es B F

## Джерело
- Mark Phillips, Jon Chappell: Gitara dla bystrzaków. Gliwice: Septem, 2008, ss. 251-252, seria: Dla bystrzaków. ISBN 978-83-246-0993-2.